# Chloropicus
Chloropicus är ett släkte med afrikanska fåglar i familjen hackspettar inom ordningen hackspettartade fåglar.
Det råder stark oenighet hur släktet ska behandlas bland de världsledande taxonomiska auktoriteterna. International Ornithological Congress (IOC) placerar följande tre arter i släktet:
- Namaquaspett (C. namaquus)
- Gulkronad hackspett (C. xantholophus)
- Eldbuksspett (C. pyrrhogaster)

Birdlife International inkluderar arterna i Dendropicos.